# 故意
故意（英語：intention）在法学中代表人的一种精神狀態。刑法和民法对故意有着略为不同的界定。在法律責任的判定上，對故意行為的處分會比過失更重。

## 刑法上的故意
犯罪故意是指行为人明知自己的行为会发生危害社会的结果，希望或者放任这种结果发生的心理状态。
理论界关于犯罪故意的成立先后提出三种主张学说，分别是认识主义、希望主义和容认主义。《中华人民共和国刑法》采最后一种学说。

### 构成要素
认识因素上，行为人明知自己的行为可能会发生或者必然会发生危害社会的结果。
意志因素上，行为人希望或者放任这种结果的发生。

### 犯罪故意的类型

#### 直接故意与间接故意
- 直接故意是指行为人明知自己的行为必然或者可能发生危害社会的结果，并且希望危害结果发生的心理态度[1]。
- 间接故意是指行为人明知自己的行为可能会发生危害社会的结果，并且放任这种结果发生的心理态度[2]。

##### 联系
- 两者都属于故意犯罪的范畴。在认识因素上，两者都明知自己的行为会发生危害社会的结果；在意志因素上，两者都不排斥、不反对危害结果的发生。

##### 区别
- 直接故意的人对其行为引起危害结果发生的认识，包括必然性和可能性两种情形。间接故意的行为人对其行为引起的危害结果发生的认识只有可能性。
- 直接故意是希望发生结果，间接故意是放任结果发生。
- 直接故意的行为人一般具有较为明确的犯罪目的，间接故意的行为人没有明确、具体的犯罪目的。
- 客观上危害结果是否发生并不影响直接故意的成立，间接故意只有在客观上发生了特定的危害结果才能成立。

#### 确定故意与不确定故意
- 確定故意通常指犯罪行為人知道或預見自己的行為「可能會造成特定結果」，卻依然行為。
- 不確定故意通常是指犯罪行為人知道或預見自己的行為「可能會造成特定結果」，雖無堅持，但抱持著「發生也沒關係」的心態，其依然行為，這時就會判定有不確定故意[3]。

### 犯罪故意与犯罪目的
犯罪动机是推动行为人实施犯罪行为，以达到犯罪目的的内在动力或冲动。
犯罪目的是行为人通过实施犯罪行为，实现某种危害结果的心理态度和愿望。

## 民法上的故意
又稱為惡意。与刑法一样，民法上的故意也指明知自己的行为会产生一定的结果而实行这种行为。他与过失一起构成了侵权行为的主观要件。关于故意和过失的区别，前者是指积极产生认识到或预见到的结果的心理状态，后者是指缺乏足够的注意。但在侵权行为的成立这个问题上，这种区别并没有太大的意义。但是，在侵权行为的结果上，例如赔偿责任的计算或者过失责任抵消的情况中，故意和过失的区别具有重要的作用。